# Sarah Harachi
Sarah Harachi (17 de enero de 1996) es una deportista marroquí que compite en judo. Ganó dos medallas en el Campeonato Africano de Judo, oro en 2021 y plata en 2022.

## Palmarés internacional
| Campeonato Africano | Campeonato Africano | Campeonato Africano | Campeonato Africano |
| Año                 | Lugar               | Medalla             | Categoría           |
| ------------------- | ------------------- | ------------------- | ------------------- |
| 2021                | Dakar (Senegal)     | Medalla de oro      | –63 kg              |
| 2022                | Orán (Argelia)      | Medalla de plata    | –63 kg              |